# Isophya thracica
Isophya thracica är en insektsart som beskrevs av Karabag 1962. Isophya thracica ingår i släktet Isophya och familjen vårtbitare. Inga underarter finns listade i Catalogue of Life.